# Nmap
nmap — свободная утилита, предназначенная для разнообразного настраиваемого сканирования IP-сетей с любым количеством объектов, определения состояния объектов сканируемой сети (портов и соответствующих им служб). Изначально программа была реализована для систем UNIX, но сейчас доступны версии для множества операционных систем.

## Возможности
Nmap использует множество различных методов сканирования, таких как UDP, TCP (connect), TCP SYN (полуоткрытое), FTP-proxy (прорыв через ftp), Reverse-ident, ICMP (ping), FIN, ACK, Xmas tree, SYN- и NULL-сканирование. Nmap также поддерживает большой набор дополнительных возможностей, а именно: определение операционной системы удалённого хоста с использованием отпечатков стека TCP/IP, «невидимое» сканирование (idle scan), динамическое вычисление времени задержки и повтор передачи пакетов, параллельное сканирование, определение неактивных хостов методом параллельного ping-опроса, сканирование с использованием ложных хостов, определение наличия пакетных фильтров, прямое (без использования portmapper) RPC-сканирование, сканирование с использованием IP-фрагментации, быстрый поиск уязвимостей SQL Injection, а также произвольное указание IP-адресов и номеров портов сканируемых сетей.
В последних версиях добавлена возможность написания произвольных сценариев (скриптов) на языке программирования Lua — Nmap Scripting Engine (NSE).
Существуют графические интерфейсы, упрощающие выполнение задач сканирования:
- Nmap Front End (Qt)
- zenmap (GTK, Linux)

## Проникновение в культуру
Утилита nmap появляется на экране в фильмах:

| - «Матрица: Перезагрузка», - «Ультиматум Борна», - «Крепкий орешек 4.0», - «Королевская битва», | - «Хоттабыч», - «Элизиум», - «G.I. Joe: Бросок кобры 2», - «Погоня», | - «Судья Дредд 3D», - «Социальная сеть», - «Девушка с татуировкой дракона» (с Нуми Рапас), - «Кто я» - и других, менее известных. |